# سيستريكا
بلدية سيستريكا (بالإسبانية: Sestrica) هي بلدية تقع في مقاطعة سرقسطة التابعة لمنطقة أراغون شمال شرق إسبانيا.

## الديموغرافيا
بلغ عدد سكان بلدية سيستريكا 401 نسمة عام 2011 (وفقاً للمعهد الوطني الإسباني للإحصاء).
| 485 | 481 | 465 | 447 | 425 | 406 | 401 |